# Chrysiptera rex
 Chrysiptera rex és una espècie de peix de la família dels pomacèntrids i de l'ordre dels perciformes.

## Morfologia
Els mascles poden assolir els 7 cm de longitud total.

## Distribució geogràfica
Es troba a les Illes Ryukyu, Taiwan, les Filipines, Palau, Indonèsia, Nova Guinea, Salomó, Vanuatu, Nova Caledònia i la Gran Barrera de Corall.